# Antoni Matlakiewicz
Antoni Matlakiewicz (ur. 1912, zm. 7 czerwca 2003) – polski fotograf, piłkarz, działacz sportowy i społeczny.
Urodził się w 1912 (według innego źródła w 1913). W młodości przed 1939 był piłkarzem, grał na pozycji bramkarza. Po II wojnie światowej był jednym z założycieli Towarzystwa Sportowego Soła w Żywcu. Był wieloletnim fotografem w Żywcu. Działał w miejscowym cechu i był wybierany cechmistrzem sprawując tę funkcję od 1956 do 1990. W 1985 wszedł w skład Społecznego Komitetu Budowy Pomnika Grunwaldzkiego w Żywcu.
Do końca życia był prezesem honorowym Klubu Sportowego Soła Żywiec. 20 stycznia 2003 został odznaczony przez Prezydenta RP Aleksandra Kwaśniewskiego Krzyżem Komandorskim Orderu Odrodzenia Polski za wybitne zasługi na rzecz rozwoju sportu, za działalność społeczną.
Zmarł 7 czerwca 2003.